# 弗拉基米爾·巴斯托夫
弗拉基米爾·巴斯托夫（俄語：Владимир Серге́евич Быстров；1984年1月31日—）是一位俄羅斯足球運動員，在場上的位置是邊鋒。左他現在效力於俄羅斯足球超級聯賽球隊克拉斯諾達爾足球俱樂部。